# Кастеле (Горњопровансалски Алпи)
Кастеле (фр. Castellet) насеље је и општина у Француској у региону Прованса-Алпи-Азурна обала, у департману Горњопровансалски Алпи која припада префектури Дињ ле Бен.
По подацима из 2011. године у општини је живело 287 становника, а густина насељености је износила 15,21 становника/km². Општина се простире на површини од 18,87 km². Налази се на средњој надморској висини од 480 метара (максималној 665 m, а минималној 362 m).

## Демографија
| 1962. | 1968. | 1975. | 1982. | 1990. | 1999. | 2011. |
| ----- | ----- | ----- | ----- | ----- | ----- | ----- |
| 139   | 125   | 151   | 186   | 172   | 202   | 287   |

График промене броја становника у току последњих година